# Air Bagan
Air Bagan Limited, qui opère sous le nom d'Air Bagan, était une compagnie aérienne basée dans le quartier de Bahan, à Rangoon, en Birmanie. Elle assurait des vols intérieurs réguliers vers quinze villes, ainsi que vers la Thaïlande. Sa principale base d'opérations était l'aéroport international de Rangoon et l'aéroport Mandalay Chanmyathazi. Elle a cessé ses activités en août 2018.

## Histoire
La compagnie aérienne a été fondée en juin 2004 et a commencé ses activités le 15 novembre 2004. Elle est détenue par Htoo Trading Co. Ltd et compte 250 employés (en mars 2007). Son premier vol international était un vol de Rangoon à Bangkok le 15 mai 2007, et son deuxième vol international était à destination de Singapour le 7 septembre 2007, mais elle a suspendu ses vols vers Singapour à la suite des sanctions imposées par les États-Unis à la compagnie après les manifestations de 2007.
En juin 2006, elle a reçu l'autorisation de s'envoler vers la Chine et Bangkok, en Thaïlande. En octobre 2006, la compagnie a annoncé qu'elle commencerait à exploiter des vols vers Siem Reap, au Cambodge. Air Bagan a ajouté deux A310-200 pour lancer des vols internationaux vers Bangkok, Singapour, Osaka, Séoul, Chennai et Kunming en 2007.
En août 2018, la société a cessé ses activités.